# Бертольд II (герцог Церинген)
Бертольд II (нем. Berthold II Zähringen; ок. 1050 — 12 апреля 1111) — герцог Швабии с 1092 по 1097 годы, (номинальный) герцог Каринтии с 1092 года, герцог Церинген с 1097 года.
Сын Бертольда II Бородатого, герцога Каринтии и маркграфа Вероны. Как и его отец Бертольд II выступил на стороне антикороля Рудольфа Рейнфельденского в его борьбе с императором Генрихом IV. Бертольд II женился на дочери Рудольфа Рейнфельденского и после 1090 года унаследовал владения Рейнфельденского дома в Швабии и Бургундии. В 1092 года был провозглашен своими сторонниками герцогом Швабии и герцогом Каринтии. В 1097 году достигнув примирения с Генрихом IV и Штауфенами, отказался от претензий на герцогство Швабия, но получил титул «герцог Церинген». С 1105 года был сторонником императора Генриха V.

## Биография

### Происхождение
Бертольд был сыном Бертольда II Бородатого, герцога Каринтии и Рихвары. Ряд исследователей именовали его мать Рихварой Швабской и считали её дочерью Германа IV Бабенберга, бывшего герцогом Швабии в 1030—1038 годы. Данное родство могло объяснить стремление Бертольда и его отца Бертольда Бородатого стать герцогом Швабии. Ряд исследователей ставят под сомнение происхождение Рихвары от швабских Бабенбергов утверждая, что данное родство указывается лишь в поздних источниках.
В связи с этим ряд исследователей матерью Бертольда называет вторую жену Бертольда Бородатого Беатрису де Монбельяр. Но аргументом против этой версии может быть, то что племянник Беатрисы Фридрих (сын её брата Тьерри I) к 1111 году был зятем Бертольда II. А женитьба на двоюродной племяннице требовала разрешения церкви, но в известных источниках это не отражено.
Брак Бертольда Бородатого и Рихварды датируют периодом между 1045 и 1055 годами. В эти годы в этой семье родилось пять детей. Бертольда II считают старшим или вторым из сыновей. Также ряд исследователей называют его третьим сыном. Это противоречие в версиях связано с тем, что не известны даже приблизительные даты рождения сыновей Бертольда Бородатого. Герман I упоминается в 1050 году и после смерти в 1074 году оставил сына. Бертольд II упоминается в 1057 году (когда описываются события 1070-х). Гебхард III упоминается в 1069—1110 годы став епископом Констанцским. Ряд хроник рассказывая об избрании в 1092 году Бертольда II Церингена герцогом Швабии именуют его «братом епископа Констанского». Это можно рассматривать как аргумент, что Бертольд II был младше Гебхарда. Но в средние века духовная стезя была уделом младших сыновей и если Бертольд Бородатый следовал этой традиции, то Гебхард, а не Бертольд II был младшим сыном.

### На пути к титулу
В 1057 году умер герцог Швабии Оттон III Швейнфуртский. Бертольд Бородатый в своё время получил от императора Генриха III обещание, что получит данное герцогство. Однако вдова Генриха III назначила герцогом Швабии Рудольфа Рейнфельденского вскоре ставшего зятем императрицы. В качестве компенсации в 1061 году Бертольд Бородатый получил герцогство Каринтию и маркграфство Верону
Однако в 1073 году Бертольд Бородатого утратил контроль за Каринтией, которую де факто возглавил Маркварт. Саксонский анналист писал, что по просьбе Бертольда Бородатого Каринтия была передана Бертольду II.. А его брат Герман до своей смерти в 1074 году был маркграфом Вероны
В 1076 году император Генрих IV признал Луитпольда (Саксонский анналист называет его Лиудольфом), сына Маркварта герцогом Каринтии.
Недовольный тем, что не получил Швабию, а также тем, что его не поддержали в Каринтии Бертольд Бородатый в 1075—1076 годы вместе с Рудольфом Рейнфельденским и Вельфом Баварским в конфликте за инвеституру поддержал папу римского. Бертольд Бородатый, а также его сын Бертольд поддерживали Рудольфа Рейнфельденского (избранного в 1077 году антикоролем) против императора Генриха IV.
И Бертольд Бородатый и Рудольф были лишены своих титулов и имущества в 1077 году. Бертольд Бородатый умер в 1078 году и Бертольд II получил титул маркграфа, ряд владений в Швабии разделив их со своим племянником Германом II. Бертольд II получил земли около Церингена, а Герман II — Брейсгау и Ортенау. Бертольд II от отца унаследовал претензии, в том числе, и на герцогство Швабия.
В 1079 году Фридрих фон Бюрен получил герцогство Швабию и стал зятем императора Генриха IV.
В 1079 году Бертольд женился на Агнессе, дочери Рудольфа Рейнфельденского. После того как Рудольф получив смертельную рану, умер Бертольд II В следующие годы он был последовательным сторонником своего шурина, герцога Швабии Бертольда I Рейфельденского в войне против короля. На стороне Бертольда Рейфельденского и нового антикороля Германа Зальмского он участвовал в конфликтах со ставленником императора герцогом Фридрихом Бюреном Швабским и епископами Базеля, Вернера Страсбургского и Ульрихом II, аббатом Сент-Галлена.
Бертольдам удалось взять под контроль южную Швабию, а Вельф Баварский восточную Швабию.
Но иногда сторонники папы и императора приходили к согласию: в 1087 году маркграф Бертольд и его противник, епископ Базеля, выступили свидетелями обмена земель.

### Герцог
Ситуация накалилась вновь в 1090 году, когда умер шурин Бертольда — Бертольд I Рейфельденский. Бертольд II претендовал на владения Рейнфельденского дома в Бургундии и на титул герцога Швабии. Поддержанный Вельфами и папством, он в 1092 году швабской знатью в пику Фридриху Штауфену был избран герцогом. В том же самом году он был провозглашен противниками Генриха III герцогом Каринтии и маркграфом Вероны. Однако Бертольд, как и его отец, никогда не обладал настоящей властью в Каринтии.
Бертольд II расширял свою власть в Брейсгау так, чтобы территория Церингенов вышла из-под контроля герцогов Швабии.
В 1091 году вблизи деревни Церинген в Брейсгау он построил замок Церинген и замок Фрайбург (около которого в 1120 сыновьями Бертольда II был создан город Фрайбург).
1 августа 1093 года в Шварцвальде был открыт монастырь, названный в честь апостола Петра А в 1094 году монастырь названый в честь христианского святого Власия
Осенью 1093 года Бертольд II, Вельф IV и Гебхард III, епископ Констанца собрав феодалов Швабии в Ульме подписали «присягу мира» действующую от 25 ноября 1093 года до Пасхи 1094 года. Сначала её действие распространялось лишь на Швабию, но вскоре было расширено на Баварию и оппозиционную императору южную Германию.
В 1097 года Бертольд II и Фридрих достигли соглашения, по которому Фридрих признавался герцогом Швабии, но из неё исключались владения Вельфов и Церингенов. Бертольд сохранил титул герцога и признан имперским наместником в фогствах Цюрих и Тургау. В герцогство Бертольда вошли швабские владения Церингенов (от Юры до Сен-Бернара). Также власть Церингена распространилась на восточную Бургундию. Это примирение улучшило отношения между Церингенами и Генрихом IV. Бертольд стал первым из Церингенов, кто носил титул «герцог Церинген».. Первое зафиксированное в документах именование Бертольда таким титулом датируется 1110 годом
В 1105 году Бертольд поддержал сына Генриха IV Генриха V, восставшего против отца.
В 1106 году Бертольд (как «герцог Каринтии») назван посредником благодаря которому Кёльн примирился с императором Генрихом V. В 1107 году (как «герцог Швабии») в составе имперской делегации был направлен к папе Пасхалию II в Шалон
Бертольд II умер 12/13 апреля 1111 года и похоронен в монастыре святого Петра в Шварцвальде
По словам Хейка на момент смерти Бертольда II его старший сын Бертольд III сопровождал императора Генриха V в Италию и на похоронах отсутствовал. Среди лиц присутствовавших при погребении Бертольда II Хейк называл вдову Агнессу, младших сыновей, Конрада и Рудольфа, племянника Германа II Баденского, зятя графа Фридриха фон Мёмпельгард (племянника второй жены Бертольда I), графы Бертольд фон Нимбург, Эркенбольд фон Кенцинген, Эрлевин фон Энтерсбах, Адальберо фон Графенхаузен, Генрих фон Хардтегг, Ульрих и его сын Рудольф из бургундского дома Бельп, Рупрехт и Генрих фон Шальштадт и Берн фон Хофвейер. Когда гроб герцога ещё стоял над землей, Агнесса и двое ее сыновей пожертвовали свое поместье в деревне и округе Шальштадта монастырю святого Петра в Шварцвальде. В 1111 году умерли сын Бертольда II Рудольф, а осенью 1111 вдова Агнесса. Оба они были похоронены в этом монастыре.

### Семья
Муж (с 1079 года) Агнессы, дочери Рудольфа Рейнфельденского
- Бертольд III (умер 19 февраля 1122), герцог Церинген, с 1105 года — муж Софии Баварской, дочери Генриха IX
- Бертольд (умер ребёнком)
- Конрад I (ок. 1095—8 января 1152), герцог Церинген с 1122 года
- Рудольф (умер в 1111)
- Лютгарда (умерла ребёнком)
- Лютгарда (умерла в 1131), жена Годфрида I, графа Кальв
- Агнесса, жена Вильгельма II, пфальцграфа Бургундии
- Петрисса (умерла в 1115), жена Фридриха, графа Ферретт
- Этит, жена Ульриха II, графа Гаммертинген